# Harry Potter i la pedra filosofal
|  | Aquest article tracta sobre el llibre. Si cerqueu la pel·lícula, vegeu «Harry Potter i la pedra filosofal (pel·lícula)». |

Harry Potter i la pedra filosofal (títol original en anglès: Harry Potter and the Philosopher’s Stone excepte als Estats Units, on es va titular Harry Potter and the Sorcerer's Stone), és el primer llibre de la sèrie literària Harry Potter, escrit per l'autora britànica J. K. Rowling el 1997, que va suposar, a més, el debut de Rowling com a escriptora professional.
La novel·la va ser rebutjada per diverses editorials fins que l'editorial Bloomsbury es va decidir a publicar-la. L'edició britànica va sortir a la venda el 26 de juny de 1997, seguida als Estats Units el 1r de setembre de 1998 per l'edició de Scholastic Corporation. L'editorial Empúries en va publicar la traducció al català feta per Laura Escorihuela el 1999. L'any 2007, una primera edició signada per Rowling es va subhastar a Londres per 27.876 lliures. A més, aquell mateix any es va comercialitzar una edició commemorativa de la novel·la.
Harry Potter i la pedra filosofal va guanyar diversos premis literaris al Regne Unit i als Estats Units; l'agost de 1999, va arribar al cim de la llista best-sellers de ficció que apareix al diari The New York Times i quedà entre els primers llocs del llistat durant la major part dels anys 1999 i 2000. Juntament amb la resta de la sèrie de Harry Potter, aquest volum ha rebut crítiques de diversos grups religiosos i ha estat prohibit en alguns països a causa d'acusacions de promoure la bruixeria. Tot i això, alguns comentaristes cristians han escrit que el llibre exemplifica importants conceptes valorats per la doctrina cristiana, inclòs el poder d'autosacrifici i la manera com les decisions de les persones formen la seva personalitat.
S'han realitzat diverses adaptacions de la novel·la, que inclouen audiollibres, videojocs i un llargmetratge estrenat el 2001. La pel·lícula basada en el llibre va comptar amb la direcció de Chris Columbus i es va convertir en una de les pel·lícules més taquilleres en la història del cinema. La pel·lícula va ser doblada al català el 2004 any per l'estudi Sonoblok; sota la direcció de Quim Roca i la traducció de Lluís Comes.

## Resum

### El nen que va sobreviure
La història comença l'1 de novembre de 1981 (no se'n donen dates, però llibres següents indiquen aquest dia). Albus Dumbledore, Minerva McGonagall i Rubeus Hagrid arriben per a deixar un nen, Harry Potter als seus oncles, els Dursley (en Vernon, la Petúnia i el seu fill Dudley). Esmenten que el bruixot tenebrós més poderós de tots els temps, Lord Voldemort, el vol matar. Els seus oncles el maltracten molt, però ell aguanta i accepta els càstigs.
La història continua el 1991, quan en Harry fa onze anys. De cop, rep una carta de Hogwarts dient-li que pot assistir a aquest col·legi, però els seus oncles s'hi neguen i se'n van a amagar en una petita illa, per a deixar de rebre les cartes d'accés a l'escola que arribaven en grans quantitats. No obstant això, Rubeus Hagrid els troba i es presenta dient que és el guardabosc de Hogwarts, i que Hogwarts és un escola de bruixeria. Li diu a en Harry que és un bruixot. Els seus oncles, molt forçats, accepten que se'n vagi a estudiar a Hogwarts.
En Harry i en Hagrid es dirigeixen a la ronda d'Alla, on coneixen al nou professor de Defensa contra les Forces del Mal de Hogwarts, Quirinius Quirrell, una persona molt nerviosa i amb un turbant al cap. En Hagrid porta en Harry a Gringotts, el banc dels bruixots, on en Harry descobreix que els seus pares li van deixar molts diners. En Harry compra el seu uniforme i el material escolar necessari, i en Hagrid li regala un mussol, en Hedwig.
En Harry torna al carrer Privet, on diu als seus oncles que el duguin al tren de Hogwarts, a l'andana nou i tres quarts. Es dirigeixen a Londres, on en Harry troba a una altra família de bruixots, els Weasley, i li ensenyen com accedir a l'andana. Al tren, en Harry es fa amic d'un dels Weasley, en Ron, que va al mateix curs que ell. També coneixen a l'Hermione Granger, filla de muggles qui tot i que comença primer curs com en Harry, ja en sap força, de màgia.
Arriben al col·legi i han de ser assignats a una de les quatre residències (Gryffindor, Hufflepuff, Ravenclaw i Slytherin). En Harry, en Ron i l'Hermione són assignats a la de Nícanor Gryffindor, descrit com un dels grans herois de Hogwarts.

### Comença l'any escolar
En Harry s'enemista amb en Draco Malfoy i en Ron es converteix en el seu millor amic. Al banquet de benvinguda en Harry nota la presència d'en Severus Snape, professor de Pocions. En Harry té classes de màgia tot l'any i cada vegada gaudeix més estudiant, excepte a una assignatura: Pocions, ja que, pel que sembla, el professor l'odia. Un dia s'assabenta que algú ha intentat entrar a robar a Gringotts, més concretament, a la cambra visitada per ell i Hagrid el dia del seu aniversari. No obstant això, ja estava buida quan el lladre va arribar-hi. En Harry es pregunta si va ser el lloc que en Hagrid havia buidat el mateix dia.
En Harry, en Ron i l'Hermione arriben per accident al passadís prohibit del tercer pis, on troben el Pelut, un gos de tres caps. Pel que sembla, està vigilant alguna cosa.
Durant la tarda de Halloween, l'Herminone sent en Ron criticant-la amb en Harry, dient que no li agrada que es posi en els seus assumptes. Per culpa d'això, l'Herminone surt plorant cap al lavabo de noies. Més tard, un troll entra al castell, i resulta que en Harry i en Ron recorden que l'Hermione és al lavabo i corren per a avisar-la. Després d'una lluita amb el troll, arriba la professora McGonagall i l'Hermione s'atribueix la culpa dels fets perquè no culpin a en Harry i en Ron. Després de tot això, la professora McGonagall treu 5 punts a l'Hermione per la seva insensatesa. Per contra, en Harry i en Ron reben 5 punts cadascun pel valor que han tingut en enfrontar-se amb el troll, malgrat ser estudiants de primer any. En Harry nota que l'Snape té una cama lesionada i dedueix que va ser el gos de tres caps el que el va mossegar. Per consegüent, l'Snape treballaria per en Voldemort per robar l'objecte que el gos protegeix.
Per Nadal, en Harry rep anònimament una capa d'invisibilitat, que l'amaga de la vista dels altres a qui l'usa. Una nota diu que era del seu pare, i que en faci un bon ús. Gràcies a la capa, en Harry troba un mirall, anomenat mirall de Gised. Aquest objecte no reflecteix les imatges de la realitat sinó que mostra el més gran desig de la persona que el veu. (De fet, Gised és desig al revés) En Harry veu en el mirall als seus pares i a tota la seva família i durant les següents setmanes tindrà malsons per culpa del mirall. Un dia que hi torna per tornar a veure els seus pares, en Dumbledore l'enxampa i li explica el funcionament del mirall i l'addicció que ha provocat a molta gent.
Un dia, en Harry visita a en Hagrid, qui en una aposta, ha guanyat un ou de drac. Quan el drac neix, comença a créixer ràpidament i en Harry li insisteix perquè el doni al germà gran d'en Ron, en Charlie, que treballa a Romania amb dracs. En Hagrid ho accepta, i en Harry planeja anar amb en Ron a lliurar-lo a en Charlie. No obstant això, el drac fereix a en Ron i fa que s'hagi de quedar a la infermeria. En Ron s'ha comunicat per carta amb en Charlie i aquest li ha dit que uns amics seus aniran a la torre d'Astronomia el dissabte a la mitjanit per recollir l'animal. Tanmateix, en Draco troba aquesta carta i s'assabenta del pla. En Harry i l'Hermione, van a la torre d'Astronomia coberts amb la capa d'invisiviltat on es troben amb els amics d'en Charlie. De tornada, en Filch els atrapa, a ells i a en Neville, que anava a avisar-los que en Draco sabia el pla del drac. En Draco també és enxampat aquella nit i tots quatre són castigats. Per culpa d'això, Gryffindor perd cent-cinquanta punts, ja que en Harry, l'Hermione i en Neville no haurien de voltar per l'escola a aquestes hores.

### El bosc Prohibit
Com a càstig, en Harry, l'Hermione, en Ron i en Draco han d'acompanyar en Hagrid al bosc Prohibit. De nit en Harry hi troba algú bevent sang d'unicorn i en Firenze, un centaure, li explica la funció de la sang d'unicorn. Aquesta sang pot donar més vida a qui en begui, però si en prens ets maleït. El centaure li revela que al col·legi tenen la pedra filosofal, una pedra que dona la vida eterna i li explica que probablement era en Voldemort el que l'estava bevent. En Harry s'adona que el Pelut (el gos de tres caps d'en Hagrid) vigila la trapa, juntament amb altres paranys i encanteris.
En Harry es pensa que l'Snape està ajudant a en Voldemort, i amb en Ron i l'Hermione van cap al tercer pis (encara que en Neville intenta aturar-los). S'adonen que algú ja hi havia passat i creuen que ha estat l'Snape. Poden superar el Pelut gràcies a la flauta que en Hagrid va regalar a en Harry i superen altres paranys: la trampa del diable (una planta gegant), claus voladores, un joc d'escacs màgic gegant, un troll ja vençut suposadament per l'Snape, i una endevinalla posada per l'Snape.

### El desenllaç
En Harry entra a la cambra següent on esperava trobar l'Snape, però és en professor Quirrel qui és davant del mirall de Gised intentant aconseguir la pedra filosofal. En Voldemort que és sota el turbant d'en Quirrel li ordena que faci servir el noi per obtenir la pedra. Després d'això, en Harry es mira al mirall i en el reflex s'hi veu a ell mateix amb la pedra filosofal. En Harry llavors sent un pes a la seva butxaca: d'alguna forma, havia obtingut la pedra.
Quan en Quirrell el toca per intentar-li prendre la pedra comença a convertir-se en cendra. Així doncs, en Harry s'adona que ha de tocar a en Quirrell per a matar-lo, però de cop es desmaia i es desperta a la infermeria. En Dumbledore apareix i li diu que en Quirrell ha mort i que en Voldemort s'ha escapat. A més, diu que la pedra filosofal serà destruïda. En Dumbledore també revela que ell va ser qui li envià la capa d'invisibilitat. Finalment, en Dumbledore explica que va ser ell qui va aconseguir la pedra filosofal perquè era l'únic que desitjava tenir-la i no pas utilitzar-la.
Finalment, arriba el banquet de final de curs on Gryffindor guanya el torneig de residències gràcies als punts aconseguits per en Ron, l'Hermione, en Harry i en Neville. El llibre acaba amb la felicitat d'en Harry d'haver trobat una llar de veritat.

## Personatges principals del llibre

L'escut d'armes de Hogwarts, l'escola d'en Harry i els seus amics.

- L'escut d'armes de Hogwarts, l'escola d'en Harry i els seus amics.Harry Potter és el protagonista de la novel·la. És orfe i viu amb els seus oncles, els Dursley, i el seu cosí Dudley. Aquests li van mantenir en secret la seva veritable identitat. En el seu onzè aniversari, Harry comença a rebre moltes cartes de l'Escola de bruixeria Hogwarts en què se l'informa de la disponibilitat d'una plaça per estudiar-hi. Rubeus Hagrid l'ajuda a preparar el viatge al nou l'institut, ajudant-lo a comprar el material escolar a la ronda d'Alla i a arribar a l'estació de King's Cross per agafar el tren. A l'escola coneix els que després es convertiran en els seus millors amics i junts descobreixen que Voldemort vol apoderar-se de la pedra filosofal per aconseguir la immortalitat.
- Ron Weasley és el millor amic de Harry. Viu amb la seva família humil en una pintoresca casa coneguda com «el Cau». En Ron té sis germans, dels quals dos viuen sols (en Bill i en Charlie), tres que assisteixen amb ell a Hogwarts (en Percy i els germans Fred i George) i la seva germana petita, Ginny. A la família d'en Ron, tots són mags.
- Hermione Granger és un de les tres protagonistes i és la millor amiga de Harry i Ron. És una nena intel·ligent que havia adquirit molts coneixements sobre la màgia fins i tot abans d'entrar a l'escola. Igual que els seus amics, és seleccionada com alumna de la casa Gryffindor. A més de ser qui fa tot el possible per evitar que els seus amics es fiquin en problemes, la seva intervenció resulta vital en l'intent d'aconseguir la pedra filosofal abans que Voldemort, ja que els seus coneixements l'ajuden a desxifrar la endevinalla de les ampolles que consistia en beure la correcta per creuar per les flames de foc que els impedien passar a la següent habitació.

- Albus Dumbledore és director de l'escola de bruixeria. Acompanyat per Hagrid i McGonagall, deixa el petit Harry de tan sols un any a la porta de la casa dels Dursley. Segons moltes persones, Dumbledore és l'única persona a qui tem Voldemort, ja que se'l reconeix com un dels mags més poderosos del segle. Per Nadal lliura a Harry una capa d'invisibilitat que havia pertangut al pare del noi. Al final del llibre esmenta que per mutu acord amb l'alquimista Nicholas Flamel havia destruït la pedra filosofal creada per aquest darrer per evitar futurs inconvenients.
- Minerva McGonagall és la professora de Transfiguració; també és la cap de la casa Gryffindor i ocupa el càrrec de subdirectora del col·legi. McGonagall és una animaga i pot adoptar la forma d'una gata. És qui regala a Harry la seva primera escombra voladora, la Nimbus 2000, perquè pugui jugar el seu primer partit de quidditch.
- Draco Malfoy és fill d'una aristocràtica família de mags de sang pura —de la qual cosa se sent orgullós— i un membre de la casa Slytherin. Els seus pares Lucius i Narcissa Malfoy que estar del costat de Voldemort durant la Primera Guerra. Sempre intenta posar Harry, Ron i Hermione en problemes i menysprea tothom qui sigui fill de muggles, com és el cas d'aquesta última.
- Neville Longbottom és un alumne de la casa Gryffindor que es caracteritza per la seva poca traça i mala memòria, raó per la qual la seva àvia li envia una recordadora. Les seves habilitats amb la màgia són rudimentàries i de fet la seva família pensava que no era un mag fins que un dia va caure del terrat de casa seva i va començar a rebotar.
- Rubeus Hagrid és un semigegant i el guardabosc de Hogwarts. Després d'assabentar-se que Harry no havia rebut les cartes del col·legi, en Hagrid el va a buscar per lliurar-li les missives. Acompanya el protagonista en les compres per la ronda d'Alla, on adquireix la seva vareta màgica i estris escolars. A més, en Hagrid li regala una òliba a la qual Harry li posa de nom Hedwig. Serà la mascota del noi i li permetrà enviar i rebre correspondència. Hagrid és un gran aficionat de les criatures màgiques, sobretot d'aquells éssers perillosos que la resta del món tem, cosa que demostra en comprar un drac crestat noruec que cria a la seva cabana.
- Severus Snape és el cap de la casa Slytherin i professor de pocions, però molts alumnes rumoregen que el professor sempre ha volgut ser el docent titular de Defensa contra les Forces del Mal. Des del començament de les classes, és l'únic mestre que mostra animadversió per Harry i intenta castigar-lo. Snape es converteix en el principal sospitós per a Harry i els seus amics quan comencen a passar coses inusuals que després es veuran relacionades amb la pedra filosofal. Tots tres suposen inicialment que el professor la vol per a ell mateix, però després dedueixen que busca l'artefacte per a Voldemort. Tot i això, Snape resulta ser innocent i, a més, intenta salvar Harry d'un intent d'homicidi perpetrat per Quirrell.
- El professor Quirrell és el professor de Defensa contra les Forces del Mal i veritable ajudant de Voldemort. Quan Harry arriba a la cambra de la pedra, es troba amb Quirrell davant del mirall de Gised, en el qual es trobava amagada la pedra. Només al final de la novel·la es descobreix que Quirrell havia permès que lord Voldemort s'allotgés al seu cos de manera parasitària. Quirrell no sobreviu a l'enfrontament amb Harry quan la maledicció de Lily Potter lacera el seu cos i Voldemort l'abandona.
- Lord Voldemort és el bruixot tenebrós que va terroritzar el Regne Unit durant la dècada de 1970 en un conflicte conegut com la Primera Guerra. El seu cos va ser destruït per la maledicció que va llançar contra Harry i va revotar. Posteriorment recluta Quirrell per aconseguir la pedra filosofal per tal d'aconseguir la immortalitat.

## Història del llibre

### Desenvolupament
La gènesi de Harry Potter i la pedra filosofal està molt lligada als esdeveniments que van tenir lloc en la vida de l'autora, l'escriptora anglesa J. K. Rowling, a partir de 1990. Aquell any l'autora es va traslladar amb la seva parella del moment a la ciutat anglesa de Manchester. Després d'una setmana de buscar un apartament a la ciutat, Rowling va tornar a Londres amb tren i va ser allà on va començar tot: «Realment no sé com va sorgir la idea […] Va començar amb en Harry, després tots els personatges i situacions van aflorar al meu cap». Tot aquest corrent d'idees constituïen l'esbós de les situacions que passarien a l'escola de bruixeria que Rowling anomenaria Hogwarts. Durant la resta del viatge va elaborar la idea a la seva ment, ja que no tenia amb què escriure, circumstància que ella va reconèixer com a beneficiosa per al procés creatiu de la trama. En aquest flux d'idees van aparèixer personatges com en Ron Weasley, Nick-de-poc-sense-cap, Rubeus Hagrid i Hermione. L'autora va decidir que la història es dividiria en set novel·les.
Aquella mateixa nit va començar a escriure la primera novel·la i durant aquests cinc anys es va dedicar a crear tot l'univers que envolta la història de Harry Potter. L'autora n'havia escrit els primers paràgrafs i alguns dibuixos a tovallons de paper durant un viatge a Escòcia i utilitzava aquestes notes freqüentment; posteriorment, va continuar escrivint la seva novel·la a màquina.

A finals de 1990, la mare de Rowling va morir d'esclerosi múltiple, un fet que, l'autora confessa, va influir en la seva escriptura profundament. La conseqüència d'aquest fet en la seva escriptura es manifesta en el fet que Harry sigui orfe i en el tractament que es dona al tema de la mort a totes les seves novel·les:
| «                | Els meus llibres en gran manera tracten sobre la mort. Comencen amb l'assassinat dels pares de Harry i també hi és present l'obsessió de Voldemort per conquerir la mort, la recerca per la immortalitat a qualsevol preu, el gran èxit de qualsevol que tingui màgia. Entenc per què Voldemort vol conquerir-la: tots la temem. | » |
| — J. K. Rowling. | |   |

Nou mesos després que la seva mare morís, Rowling, que havia estudiat llengües estrangeres a l'Exeter College, es va traslladar a Porto (Portugal), on feia classes d'anglès com a llengua estrangera a alumnes entre 8 i 62 anys i on aprofitava per escriure a cafès locals o a l'escola. Sis mesos després, l'escriptora va acabar els primers tres capítols del llibre i va conèixer el periodista Jorge Arantes, amb qui es va casar i va tenir una filla (Jessica). A Portugal va idear molts dels aspectes centrals en la seva novel·la com per exemple la pedra filosofal, que es va convertir en un element axial per al desenvolupament de la trama; encara que Rowling ja coneixia detalls sobre la pedra gràcies a les lliçons de química del col·legi secundari, aquest objecte utilitzat com a principi estructural del llibre va sorgir realment el 1991 en aquell país. A Portugal també hi va escriure el capítol «El mirall de Gised», el qual va reconèixer com el seu preferit. L'autora va declarar que no sabia gaire bé com escriure el primer capítol del qual en va fer moltes versions. En aquestes hi apareixien personatges que van ser eliminats completament de la trama, els Potter vivien en una illa i els Granger a la costa i es podia veure a Voldemort arribant al Cau de Godric abans de perpetrar l'assassinat dels Potter. Rowling va reconèixer que la versió final del primer capítol no va resultar ser «dels més popular que he escrit» ja que moltes persones l'han trobat difícil de llegir. «El problema amb l'esmentat capítol era (com passa molt sovint als llibres de Harry Potter) que havia de posar massa informació i alhora amagar-ne molta més».
A finals del 1993, l'escriptora va tornar al Regne Unit, ja que s'havia divorciat i la seva feina no anava bé. Rowling se'n va anar a viure amb la seva filla a la casa de la seva germana i el seu cunyat a Edimburg, encara que posteriorment es va traslladar a diferents apartaments. Va tenir grans dificultats per escriure, ja que estava travessant una depressió i com que no podia contractar una mainadera per a la seva filla tot se li feia «doblement difícil». Per poder continuar amb l'escriptura de la seva novel·la, va començar a freqüentar el cafè del seu cunyat, on podia seure tranquil·lament quan no hi havia gaire clientela al costat de la seva filla, a qui prèviament treia a passejar fins que s'adormís i així se'l fes més fàcil escriure. En aquell lloc va poder culminar la redacció del llibre.
Després d'haver acabat la seva obra el 1996 i de mecanografiar-ne dues còpies, Rowling es va dirigir a la Biblioteca Central d'Edimburg per cercar agents literaris. Va enviar els tres primers capítols a un agent, però aquest els va rebutjar; després els va enviar a un altre. L'agència Christopher Little Literary Agents va acceptar cercar una editorial que pogués publicar el manuscrit. Després que dotze editors rebutgessin el llibre, l'autor va rebre l'aprovació —i un avançament de 1.500 lliures— el 1996 de l'editor Barry Cunningham, que treballava per a una petita editorial londinenca anomenada Bloomsbury Publishing. «[…] vaig rebre una carta de resposta. Vaig suposar que era una nota de rebuig, però a l'interior del sobre hi havia una carta que deia: “Gràcies. Estarem encantats de rebre el seu manuscrit”.» L'escriptora va llegir la carta vuit vegades i la considera la millor carta que havia rebut a la seva vida. Aquesta decisió pot ser perquè la filla de l'editor, una nena que en aquell moment tenia vuit anys, va llegir el primer capítol del llibre i va voler saber com continuava. La nena li va dir al seu pare que aquest fragment era «molt millor que qualsevol altra cosa» que havia llegit, i per això el seu pare va decidir publicar la novel·la.

## Publicació
Després de l'aprovació, l'editorial va pagar a Rowling 2.500 lliures. Tanmateix, l'editorial estava preocupasa pel nom de l'autor. Little s'havia adonat que els homes no solien llegir ficció escrita per dones i per això els editors van demanar a Rowling que adoptés un pseudònim que no mostrés el seu nom complet. Així doncs, just abans de la publicació, Rowling va adoptar el pseudònim «J. K. Rowling» per ocultar el nom «Joanne». La k es refereix a «Kathleen», nom que va manllevar de la seva àvia. L'editorial també va suggerir inicialment el nom de Harry Potter and the School of Magic (Harry Potter i l'escola de màgia), però l'autora s'hi va oposar, encara que a l'edició francesa es va editar amb una traducció d'aquest títol al francès (Harry Potter à l'école des sorciers).
Abans d'editar el llibre, Bloomsbury va enviar diverses còpies a crítics i editors per reunir-ne alguns comentaris i sondejar les opinions que despertava. Amb això també es buscava aconseguir algunes crítiques que recolzessin la publicació d'una obra d'autor desconegut. Després de rebre comentaris elogiosos, Cunningham va contractar per a l'edició del llibre un il·lustrador poc conegut, Thomas Taylor, en part per l'escassetat de pressupost. La il·lustració de la coberta es va mantenir sense alteracions en edicions posteriors, mentre que la de la contracoberta es va modificar, ja que mostrava Albus Dumbledore amb una barba marró i no platejada com es descriu al llibre.
Al juny de 1997, Bloomsbury va publicar La pedra filosofal amb una tirada inicial de cinc-cents exemplars, dels quals tres-cents van ser distribuïts en biblioteques. La tirada inicial va tenir algunes còpies en tapa dura, però va ser editada majoritàriament amb enquadernació rústica i no va comptar amb més promoció que la que ja havia fet l'editorial en haver contactat a crítics i editors. La resposta no va ser immediata, però la novel·la va registrar crítiques entusiastes als diaris The Scotsman i The Glasgow Herald. Abans de la publicació anglesa del llibre, Christopher Little havia organitzat una subhasta pels drets de publicació del llibre als Estats Units. Arthur Levine, de Scholastic Corporation, havia llegit el llibre durant un vol transatlàntic i l'abril de 1997 va comprar els drets de publicació a la Fira del Llibre de Bolonya. Va pagar-ne 105.000 dòlars, una quantitat considerada excessiva en aquell moment per a una novel·la de gènere infantil. Rowling va rebre la notícia tres dies després de la publicació britànica de la novel·la. Després d'un llarg debat, el títol va ser canviat per Harry Potter and the Sorcerer's Stone (Harry Potter i la pedra del màgic), atès que l'editorial considerava que la paraula philosopher (filosofal en la traducció) faria la impressió que el llibre tractava sobre temes filosòfics i no tindria atractiu comercial. Rowling va declarar posteriorment que lamentava aquest canvi i que hagués lluitat més per mantenir el títol original si hagués estat en una posició millor. Philip Nel va assenyalar que a causa del canvi es va perdre la connexió de la novel·la amb l'alquímia i el significat d'altres termes canviats en la traducció de l'anglès britànic a l'anglès estatunidenc. La novel·la va ser publicada el 1998 als Estats Units i a l'octubre del mateix any, Rowling va fer una gira de deu dies pel país concedint entrevistes per promocionar el llibre.
Com que les edicions del Regne Unit es publicaven uns mesos abans de la versió estatunidenca, alguns lectors nord-americans es van familiaritzar amb les versions en anglès britànic que van comprar a través d'Internet, un fet que va generar controvèrsia. El mateix va passar amb el seu successor, Harry Potter i la cambra secreta, per la qual cosa l'editorial Scholastic va denunciar Amazon —una pàgina de vendes en línia— per no tenir en compte els drets territorials i, per tant, actuar de forma il·legal.

### Edicions commemoratives
El gener del 2007, Bloomsbury va publicar una nova versió del llibre pel 21è aniversari de l'editorial que incloïa una petita introducció escrita per la mateixa Rowling. El setembre de 2008 Scholastic va publicar també una altra edició pel 10è aniversari de publicació del llibre als Estats Units, que incloïa una nova il·lustració per la portada i la contraportada realitzada per Mary GrandPré, que ja havia il·lustrat les altres edicions estatunideques.
El 2021 amb motiu del vintè aniversari de la publicació Harry Potter i la pedra filosofal, Bloomsbury va publicar una edició commemorativa dissenyada per Levi Pinfold, en què cada llibre de la sèrie ha estat redissenyada per a cada una de les quatre cases de Hogwarts. L'editorial Empúries també va publicar una edició commemorativa per a la traducció en català de la saga amb enquadernació rústica i quatre dissenys diferents per a cada llibre, corresponents a cadascuna de les cases de l'escola de bruixeria.

## Crítiques
La novel·la va rebre comentaris favorables, sobretot pel que fa a la imaginació, l'humor i l'estil literari de Rowling, encara que alguns es van queixar que els capítols finals semblaven precipitar-se. L'obra va ser comparada amb textos de Jane Austen —una de les autores preferides de Rowling—, de Roald Dahl —en les quals predominen les històries de nens que subverteixen l'ordre dels adults—, i amb l'obra del poeta grec Homer, l'estil del qual va ser comparat amb el de Rowling: «ràpid, simple i directe en l'expressió». Alguns d'aquests comentaris van assenyalar que la novel·la reprenia temàtiques victorianes i eduardianes com la vida als internats anglesos, mentre que altres van suggerir que la novel·la introduïa temàtiques importants relacionades amb la societat actual.

### Regne Unit

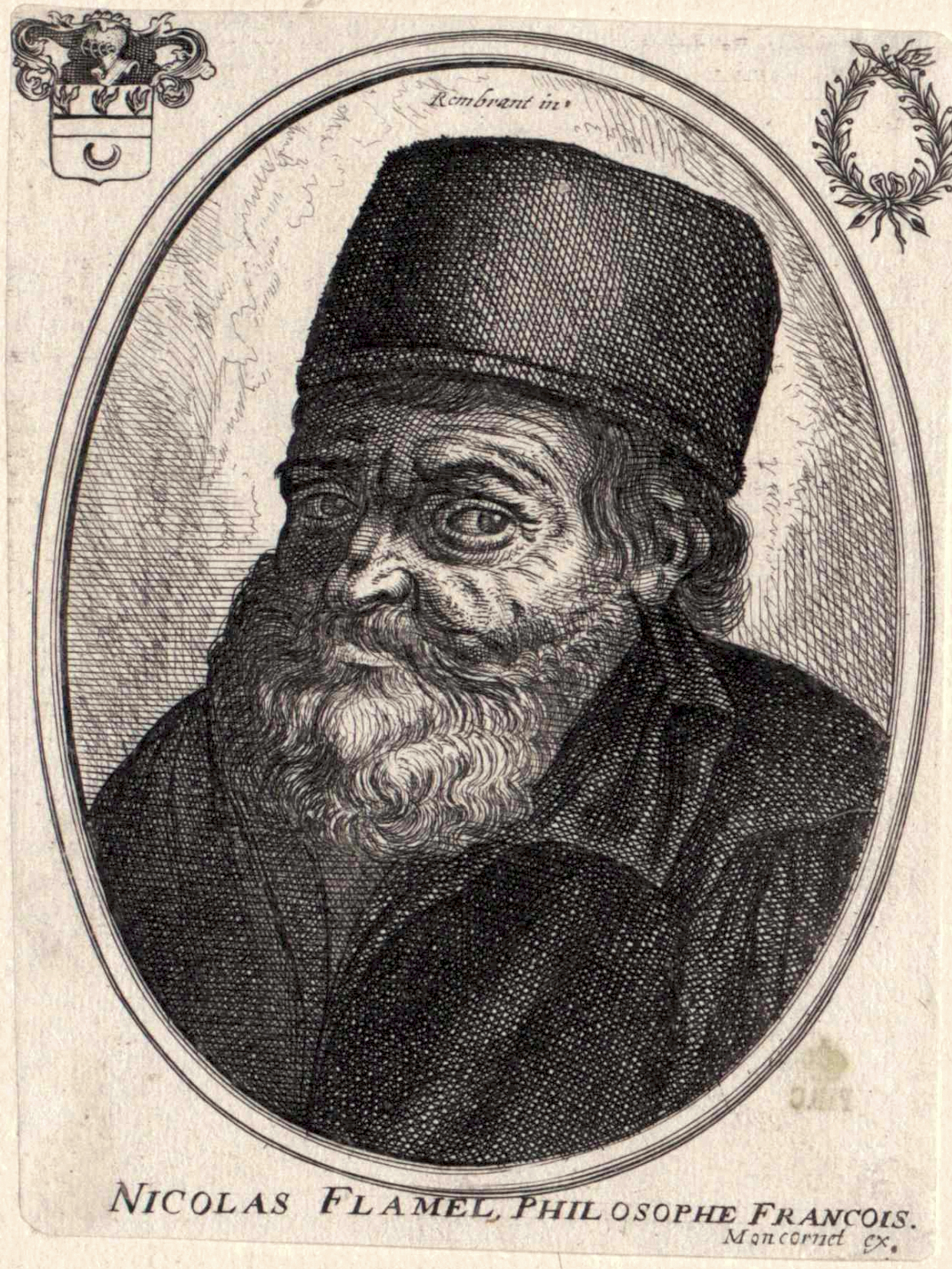
L'alquimista Nicolas Flamel és, a la novel·la, el creador de la pedra filosofal.

«Rowling utilitza dispositius narratius clàssics amb originalitat i desimboltura, lliurant un thriller enormement entretingut, amb una trama complexa i exigent» va comentar Lindsey Fraser en una de les primeres ressenyes que va rebre la novel·la. En aquesta va destacar la versemblança aconseguida en la construcció del protagonista i el realisme que l'autora havia injectat en la seva obra. El seu comentari publicat al The Scotsman va precedir altres opinions favorables que va obtenir la novel·la de Rowling. The Glasgow Herald també va qualificar el llibre d'«una fantasia completament fascinant que aixeca el vol des de la seva primera pàgina».
Gràcies a la repercussió que el llibre havia obtingut a Escòcia, els diaris de tiratge nacional van començar a fer-se ressò del fenomen de vendes. Així, La pedra filosofal va aconseguir ressenyes en publicacions de gran difusió com The Guardian i dels diaris The Sunday Times i The Mail on Sunday, que també van notar paral·lelismes amb l'obra de Dahl.L'editora de Books for Keeps, Rosemary Stone, va seleccionar la novel·la i en va publicar una crítica a l'edició de setembre de 1997; «Rowling és un nou talent molt emocionant i vigorós», va concloure l'especialista des de la columna dedicada als nous autors.

### Estats Units
El comentari publicat a The Boston Globe va posar èmfasi novament en les semblances amb l'obra de Roald Dahl. Liz Rosenberg, que va redactar-ne la ressenya, va opinar que La pedra filosofal reunia molts dels requisits que podrien convertir-la en un clàssic de la literatura infantil. Tot i això, la comentarista també va remarcar que les últimes vint pàgines de la novel·la patien per una resolució precipitada i per la falta de desenvolupament d'alguns personatges. Més ressenyes elogioses van ser apareixent al llarg de 1998 en publicacions com School Library Journal, Booklist i Publishers Weekly; en aquesta darrera es va destacar la pluralitat d'elements que l'autora havia inclòs a la seva obra lliurant una barreja de misteri, humor i fantasia.

A la revista en línia Salon va aparèixer un altre comentari elogiós, aquesta vegada de Christopher Taylor que va dir que malgrat els prejudicis que una novel·la d'aquestes característiques podria despertar (pel seu possible didactisme o pels seus eventuals morals), la lectura de la mateixa va aconseguir superar qualsevol expectativa negativa:
| « | No crec que algú pugui llegir 100 pàgines de Harry Potter i la pedra filosofal sense començar a sentir aquest inconfusible calfred que t'indica que ets davant d'un clàssic. […] No vull ser condescendent amb Rowling i dir que ha escrit una meravellosa novel·la infantil; allò que ella ha escrit és una meravellosa novel·la i punt. I per a aquells que insisteixen que les novel·les haurien d'impartir una lliçó, que la de Harry Potter sigui l'única que importa a la literatura: separar els muggles dels mags. | » |

Dos comentaris que van aparèixer a The New York Times el 1999 es van afegir als elogis que el llibre ja havia rebut. Michael Winerip va escriure:
| « | Com passava amb Roald Dahl, J. K. Rowling té en gran part aquest do per mantenir les emocions, pors i victòries dels seus personatges en una escala humana, encara que el sobrenatural apareix per tot arreu. | » |

El redactor també va destacar l'humor maliciós de Rowling, encara que, al seu parer, la novel·la fallava en els últims capítols pel que fa al desenvolupament d'alguns personatges. L'altre comentari, signat per Pico Iyer a l'octubre, va comentar l'efecte curiós que es produïa quan una novel·la tan imbuïda en tradicions literàries angleses (com l'ambientació en internats escolars) arribava a una cultura tan diferent com la dels Estats Units. En aquests casos, el que en la cultura original era percebut amb cert grau de realisme o mundaneria es tornava una mica exòtic, fet en què va trobar un punt de comparació entre La pedra filosofal i Cent anys de solitud de Gabriel García Márquez. No obstant això, i malgrat tots els comentaris positius que el llibre havia rebut, el teòric literari Harold Bloom va redactar una crítica negativa del llibre que va aparèixer al diari Wall Street Journal el novembre de l'any 2000. Bloom sostenia, entre altres coses, que la novel·la no tenia una bona escriptura, però que a més patia problemes importants com la falta d'imaginació i el deute amb obres anteriors de la literatura anglesa. Alhora va comparar Rowling amb altres escriptors com Stephen King, John Grisham o Tom Clancy que registraven grans vendes dels seus títols però que, segons la seva opinió, no tenien talent.

### Altres països
A causa del furor causat per l'èxit de la novel·la, escriptors i especialistes de diversos països van començar a pronunciar-se a favor o en contra. A Argentina, els mitjans de comunicació van registrar una profusió d'opinions d'escriptors locals sobre la novel·la. L'escriptora Ana María Shua, que ha publicat relats infantils i juvenils, va comentar:
| « | Els llibres de la sèrie m'encanten per als nois, encara que no aportin grans novetats: són clàssics i sense experimentació, però estan ben fets, són rodons, amb una bona estructura narrativa i plens de coneixement sobre les relacions entre els nois i d'aquests amb els adults. | » |

Graciela Cabal, amb una opinió semblant va parlar sobre la destresa de l'autora per estructurar el relat: «Cada capítol té una estructura clara, que a més tanca amb un cert suspens. I és tant l'horror present que s'acaba fonent en humor ben anglès». També van aparèixer comentaris semblants de Santiago Kovadlof, Eduardo Gudiño Kieffer i Ema Wolf. Aquesta última va escriure que «Si bé no aporta res de nou al camp de la literatura i no sorprèn, això no li treu mèrits, perquè no és un llibre ambiciós». D'altra banda, Beatriz Ferro va declarar que el llibre l'havia decebut i Margara Averbach va manifestar que l'elitisme que veia als llibres li disgustava. L'escriptora i docent colombiana Yolanda Reyes va opinar que malgrat els defectes del llibre «hi ha un toc de frescor, d'ingenuïtat i d'humor, com una acurada construcció d'aquesta atmosfera entre quotidiana i insòlita, que confereix a la novel·la el seu poder de seducció més gran i atrapa els lectors». Després que alguns crítics comparessin el gènere fantàstic i infantil del llibre amb diferents novel·les, Diego Gutiérrez del Valle, periodista de la publicació espanyola Peonza va assenyalar que a la novel·la se sentien les influències de J. R. R. Tolkien i C. S. Lewis però que així mateix aconseguia construir-ne una identitat pròpia. Sonia Sierra va indicar al diari mexicà El Universal que a la novel·la «Harry té una capacitat enorme per captivar els lectors. A més, a casa el llibre el llegeixen diverses persones».

L'espanyol Xavier Riesco Riquelme, també va rebre la novel·la com una sorpresa davant del que ell va qualificar com «un mercat ple de productes políticament correctes».
| « | Amb aquesta curiosa barreja de fantasia (dracs, unicorns i gnoms) i novel·la sobre nens a l'escola (matons, enemics de pati d'escola i professors), la història de Harry Potter s'inscriu per dret propi entre les millors novetats de la literatura infantil. A més, és possible llegir-la a gairebé qualsevol edat i gaudir-ne, un èxit considerable en qualsevol gènere. | » |

## Controvèrsies religioses

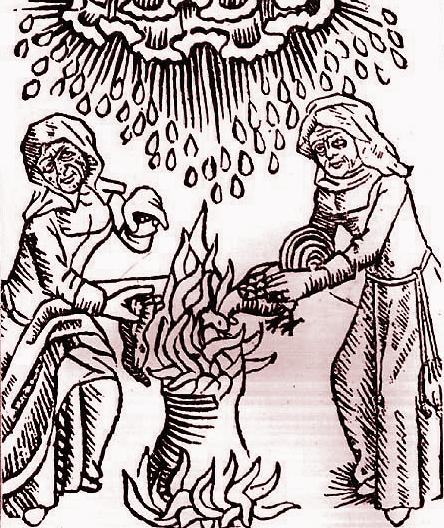
Alguns grups religiosos han sostingut que els llibres de Harry Potter inciten a practicar la bruixeria.

La novel·la Harry Potter i la pedra filosofal, juntament amb tota la sèrie, ha estat víctima de controvèrsies provocades per diferents grups religiosos sota les acusacions que conté textos satànics i promou la bruixeria. Nancy Flanagan Knapp, cercant els elements que podrien ser interpretats com una apologia de la bruixeria, va concloure que si bé les classes de pocions impartides per Severus Snape podrien ser preses com a exemple per sustentar les esmentades acusacions, aquestes més aviat s'assemblaven a una simple classe de química abans que a rituals esotèrics. La sèrie de llibres va estar en els llocs superiors de la llista «Llibres més qüestionats» de l'American Library Association durant el període que va del 1999 al 2001. A més, gent de Nou Mèxic va organitzar un esdeveniment per cremar els llibres de la sèrie al·legant que les històries ensenyaven bruixeria, satanisme i ocultisme.
Als Estats Units hi ha hagut convocatòries per excloure els llibres d'escoles. Aquestes, moltes vegades, van conduir a impugnacions i restriccions en l'ús dels llibres com a màxima conseqüència. En un d'aquests casos, el pastor Tony Leanz va afirmar que Harry Potter promovia la religió wicca i, prenent la novel·la com un llibre amb contingut religiós utilitzat en institucions públiques, va sostenir que violava la separació de l'Estat i l'Església. El 2003, el Catholic World Report va criticar el protagonista de les novel·les per la manca de respecte que mostrava cap a les normes i a l'autoritat, i va considerar que la sèrie barrejava els mons màgics i mundans com «un rebuig fonamental de l'ordre diví en la creació».
L'any 2003, Gabriele Kuby va publicar un llibre titulat Harry Potter: gut oder bose en què va escriure que «els llibres de Harry Potter corrompen els cors dels joves, obstaculitzant el desenvolupament d'un sentit ben ordenat del bé i del mal i, per tant, fan malbé la seva relació amb Déu mentre aquesta encara s'està desenvolupant». El 2005, el cardenal del moment Joseph Ratzinger —posteriorment el papa Benet XVI— va rebre una còpia del manuscrit de Kuby. Poc abans de convertir-se en papa, Ratzinger —qui un temps abans havia estat prefecte de la Congregació per a la Doctrina de la Fe— descriure les novel·les com una influència potencialment corruptora sobre els nens i va afirmar que aquestes posseïen «seduccions subtils, que actuen desapercebudes i que d'aquesta manera distorsionen profundament la cristiandat a l'ànima abans que es pugui desenvolupar adequadament». Més tard, va donar permís per a la publicació de la carta on va expressar aquesta opinió. No obstant això, Peter Fleetwood, un sacerdot britànic que va ajudar a redactar un document oficial sobre els fenòmens New-age el 2003, va esmentar que les històries de Harry Potter són històries morals que ensenyen als nens la importància de fer sacrificis per superar el mal; «no són dolentes i tampoc lluiten contra la ideologia cristiana», va declarar el sacerdot.
Les respostes d'altres grups religiosos han estat positives. Rowling va esmentar que els seus llibres «Així com han estat atacats des d'una perspectiva teològica, [també] se'ls ha lloat i se'ls ha esmentat als púlpits; i per a mi, el més interessant i satisfactori és que diverses religions diferents ho hagin fet». L'autora va remarcar també que els llibres no són «exclusivament» cristians i que mai va intentar escriure una al·legoria com ho va fer C. S. Lewis amb Les cròniques de Nàrnia. Emily Griesinger va escriure que la literatura de gènere fantàstic ajuda els nens a bregar amb la realitat. Segons ella, La pedra filosofal descriu el primer pas de Harry a través de la plataforma 9 ¾ com un acte de fe i esperança i la seva trobada amb el Barret que Tria com la primera de les moltes ocasions en què Harry apareix determinat per les decisions que pren. Griesinger va assenyalar que el sacrifici de la mare de Harry constituïa la forma de «màgia més profunda» que, per sobre de la «màgia tecnològica» també present a la novel·la, era capaç de vèncer-ho, tot i això, és el que «les ganes de poder de Voldemort no ho poden.

## Anàlisi

### Estructura
La novel·la funciona mitjançant la clàssica estructura de tres actes, amb una introducció situada al món muggle i tant el nus com la resolució al col·legi. Finalment, l'estructura es completa amb el retorn posterior al món del qual es parteix. Aquesta estructura simple que es repeteix a gairebé tots els llibres de la sèrie ajuda a crear una sensació de familiaritat amb el text. Al principi, el fil conductor de la trama és el viatge iniciàtic de Harry cap a l'escola Hogwarts i el procés d'autodescobriment que travessa el protagonista, però després la intriga al voltant de la pedra filosofal es converteix en eix del llibre. Segons Julia Eccleshare, Rowling aprofita el mecanisme de la recerca com a motor dramàtic, principi estructural i manera de caracteritzar moralment els personatges que s'hi veuen embolicats. Polly Shullman va comentar d'aquesta estructura novel·lística que «el primer llibre tenia una trajectòria dramàtica simple: Harry està segur de saber qui són els bons i els dolents, però s'equivoca».
Shullman també va comparar l'estructura de cada volum amb una sèrie de sonets, ja que si bé els escenaris i situacions solen repetir-se seguint el model de La pedra filosofal, Rowling no escriu cada capítol com una part independent sinó amb un sentit de trajectòria i evolució dramàtica.

### Temes
El tema principal del llibre és la felicitat, un tema, que en paraules de l'autora, ha estat present des del principi a la seva obra. Al primer capítol de la novel·la s'anuncia la mort dels Potter i, des d'aquell moment, la fatalitat ronda el protagonista. La intriga al voltant de la pedra filosofal està motivada per l'ambició de Voldemort, que vol ser immortal mitjançant l'elixir de la vida. «La qüestió de la immortalitat gairebé sempre és present en la imaginació de J. K. Rowling. Tot el primer llibre gira al voltant del desig de Voldemort d'aconseguir la pedra [...]» va comentar David Colbert sobre això.
L'autosacrifici motivat per l'amor és un altre tema central en aquest llibre i en tota la saga, segons Daniel Mitchell. L'amor és la força que pot aturar el poder de Voldemort, ja que ell en desconeix per complet el seu poder i la manera com opera. A més, Mitchell veu certes ressonàncies cristianes en el sacrifici de Lily Potter per la vida del seu únic fill, les quals després es repeteixen en altres personatges com Dumbledore i Dobby al llarg del cicle novel·lístic.
D'acord amb Gwen Tarbox, La pedra filosofal també aborda la qüestió de les relacions entre nens i adults basant-se en el concepte d'«innocència infantil» que deriva de l'Il·luminisme. Aquesta concepció determina que un nen «innocent» és aquell que ignora determinats fets. Segons l'anàlisi de Tarbox, s'instaura una relació entre Harry i Dumbledore sobre la base de la possessió de coneixement en què el segon facilita al primer, relació que arriba al punt màxim a Harry Potter i l'Ordre del Fènix.
El poder i la temptació per aquest constitueixen un altre nucli temàtic. Alan Jacobs va assenyalar que la màgia, tal com la descriu Rowling, funciona com una metàfora sobre el paper que la tecnologia juga al món real i que el seu domini consisteix a aprendre-la mitjançant l'estudi. En aquest sentit, personatges com Voldemort mostren una ambició per poder dominar aquesta màgia que els ha fet passar al costat fosc. A. O. Scott va sostenir que Harry s'enfronta a les promeses de poder i grandesa quan tria no formar part de la casa Slytherin, però sosté que el noi es veurà inevitablement temptat pel poder altres vegades. Shullman, per contra, opina que Harry no presenta aquest tipus de dubtes sinó que les seves temptacions tenen més a veure amb l'enyorança pels éssers estimats que no estan amb ell, com es veuria en la seva relació amb el mirall de Gised.
D'altra banda, la novel·la també mostra com una de les seves temàtiques el poder de la paraula i la seva relació amb el camí de Harry com a protagonista de la sèrie de novel·les. Lucas Gagliardi sostenia que aquesta novel·la en particular, relaciona l'accés de Harry al llenguatge (a partir de terminologia específica de la comunitat màgica o el nom i epítets de Voldemort) amb el procés de creixement i la construcció de la identitat. Per mitjà d'aquest tema i el seu tractament, La pedra filosofal es relaciona amb els gèneres de la novel·la d'aprenentatge.

### Intertextualitat i influències
S'ha assenyalat que la saga de Harry Potter —i La pedra filosofal en particular— guarda similituds estilístiques, temàtiques i narratives amb altres obres que la van precedir tant a la literatura anglesa com a la producció literària d'altres països. Aquestes relacions intertextuals (categoria proposada per Julia Kristeva sobre la base de l'obra de Mikhaïl Bajtín), segons assenyalen la majoria dels especialistes, es manifesten a l'obra de Rowling a través de la reelaboració de situacions, personatges i idees. A propòsit d'aquestes reelaboracions, la catedràtica de la Universitat d'Almeria, Blasina Cantizano Márquez, va escriure que:
| « | Sabent-ho o no, Rowling pren els millors ingredients de la literatura juvenil en llengua anglesa, per crear uns personatges i elaborar unes històries que captiven el lector, […] és precisament per aquesta habilitat sintetitzadora i recreadora pel que avui hem de valorar l'aportació de Rowling a la literatura fantàstica contemporània. | » |

#### Conte de fades

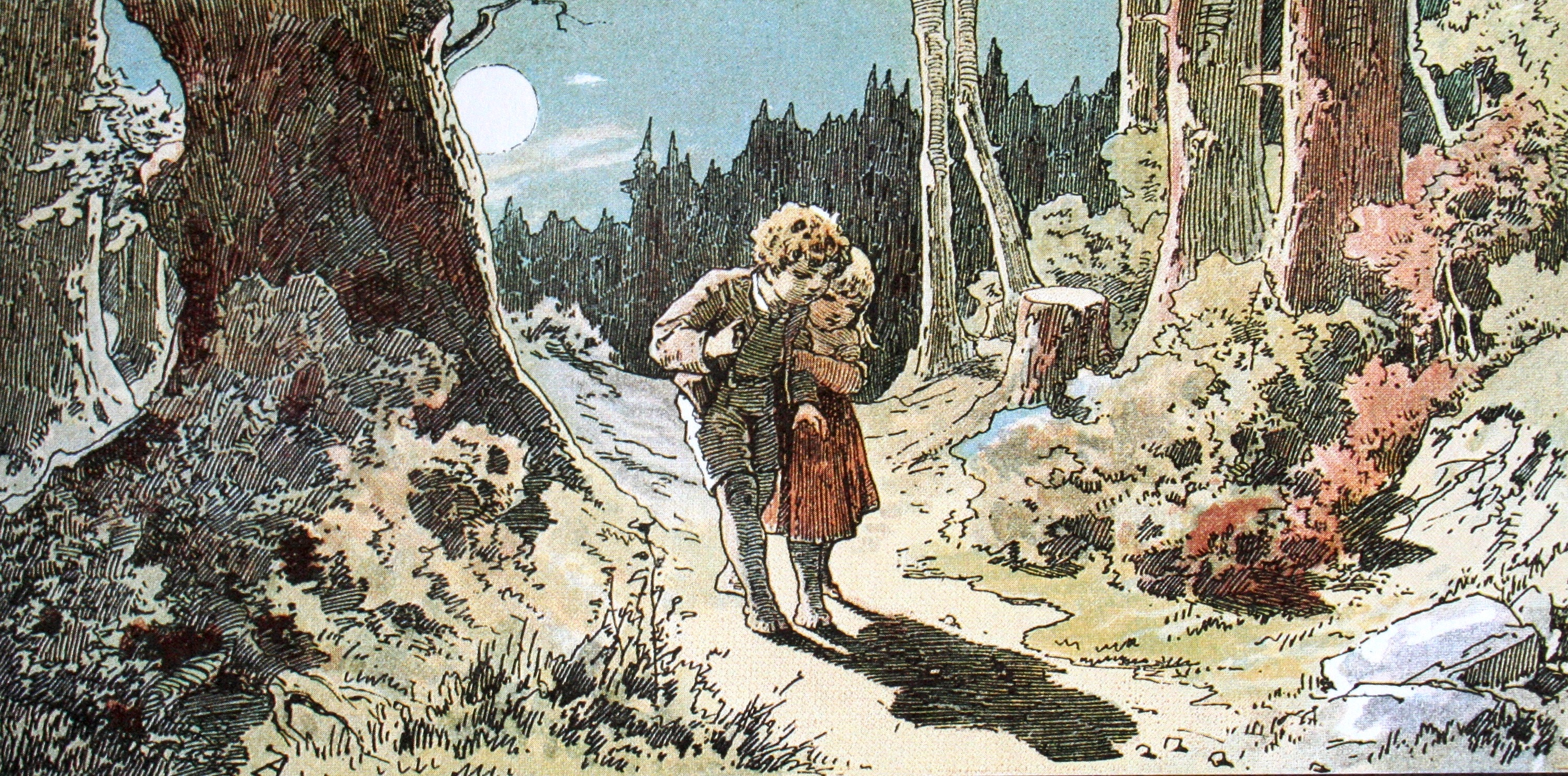
Hänsel i Gretel, un dels múltiples contes amb temes que es reprenen a Harry Potter.

Tenint en compte les investigacions que van efectuar el psicòleg infantil Bruno Bettelheim i l'historiador Joseph Campbellaplicant categories psicoanalítiques a l'anàlisi de relats folklòrics, es va assenyalar que Harry Potter reprèn arquetipscarregats de profundes significacions. A The Uses of Enchantment, Bettelheim va proposar que el conte de fades era l'únic tipus de relat infantil del qual es podrien inferir les solucions als grans problemes de la humanitat; Richard Bernstein, seguint el psicòleg austríac, va afirmar que si se'l veu des del punt de vista dels lectors infantils, La pedra filosofal expressa els terrors de la infància, cosa que el fa atractiu a aquests lectors. El text reflecteix la por a la crueltat paterna i a la competència amb els germans a través de la relació de Harry amb els Dursley; aquest enllaç familiar emparenta el text amb narracions com La Ventafocs. La novel·la també reflecteix l'angoixa sorgida per l'abandó o per la desaparició dels pares (com a Hänsel i Gretel) i les inseguretats davant canvis i adaptacions que el protagonista ha de travessar, per exemple, en entrar a Hogwarts. Una altra herència d'aquestes narracions és la clara distinció entre les figures paternes reconegudes com a benignes (els Potter) i les figures paternes substitutes i hostils (els Dursley), que operen com a dues cares d'una mateixa moneda, però que apareixen desdoblades per qüestions de conceptualització de la ment infantil. Tot i això, el protagonista es diferencia dels personatges centrals en aquestes narracions, ja que Harry no sol comptar amb l'ajuda de cap auxiliar sobrenatural, sinó que ha de resoldre els problemes per si mateix. Una altra diferència amb un element molt comú a la tradició del conte de fades és el mirall: mentre que a la majoria d'aquests relats el mirall és un element pertorbador o la porta a altres mons, al text de Rowling és un element que permet la catarsi i l'enfortiment de la personalitat.
Estructuralment, Harry Potter i la pedra filosofal també es relaciona amb els contes de fades perquè tenen un final feliç —condició sine qua non d'aquest tipus de narracions— que es presenta després d'una sèrie d'obstacles superables. «La moralitat no és el tema d'aquests contes» va afirmar Bettelheim «sinó donar la seguretat que es pot tirar endavant».Una altra característica estructural afí als relats esmentats és la repetició d'escenaris i situacions que La pedra filosofalinstaura al llarg de gairebé tota la saga. Colbert, recolzat en les teories estructurals expressades per Campbell a L'heroi de les mil cares, va assenyalar que l'inici de cada relat al suburbi de Little Whinging amb els Dursley i el retorn al «món real» després de les aventures a Hogwarts es relaciona amb el caràcter cíclic que Campbell va atribuir a tots els relats folklòrics i amb el rol de Harry com a encarnació d'un arquetip heroic. Aquest darrer travessa la literatura i el cinema amb obres tan dissímils com l'Odissea i La guerra de les galàxies.

#### Novel·la ambientada a col·legis ibildungsroman
Cantizano Márquez va apuntar que la sèrie es mostra influïda per la literatura de tall realista que va tenir el seu apogeu a Anglaterra durant l'època victoriana. Per la investigadora, aquestes influències s'aprecien en el fet que la trama de la novel·la es desenvolupi en escenaris que el lector pot reconèixer com a quotidians (una escola, els suburbis, Londres, etc.). La presència de l'institut Hogwarts, a més, relaciona la novel·la amb el subgènere de relats ambientats a col·legis. Entre aquests, els predecessors amb què s'ha relacionat més l'obra de Rowling són David Copperfield de Charles Dickensi Els dies d'escola de Tom Brown escrit per Thomas Hughes, novel·la que alguns han descrit com l'antecedent directe i no màgic de Harry Potter. Fins i tot poden traçar-se més similituds entre La pedra filosofal i Charmed Life de Diana Wynne Jones o The Worst Witch de Jill Murphy, relats en què apareixen col·legis de màgia. Amb les novel·les de Murphy, a més, hi ha grans semblances a la descripció de Hogwarts i el seu possible emplaçament a Escòcia. De fet, es va assenyalar que són precisament els elements de l'internat britànic els que fan que Harry Potter sigui inimaginable com a ficció nord-americana, ja que aquest darrer país no posseeix una tradició escolar d'aquest tipus.

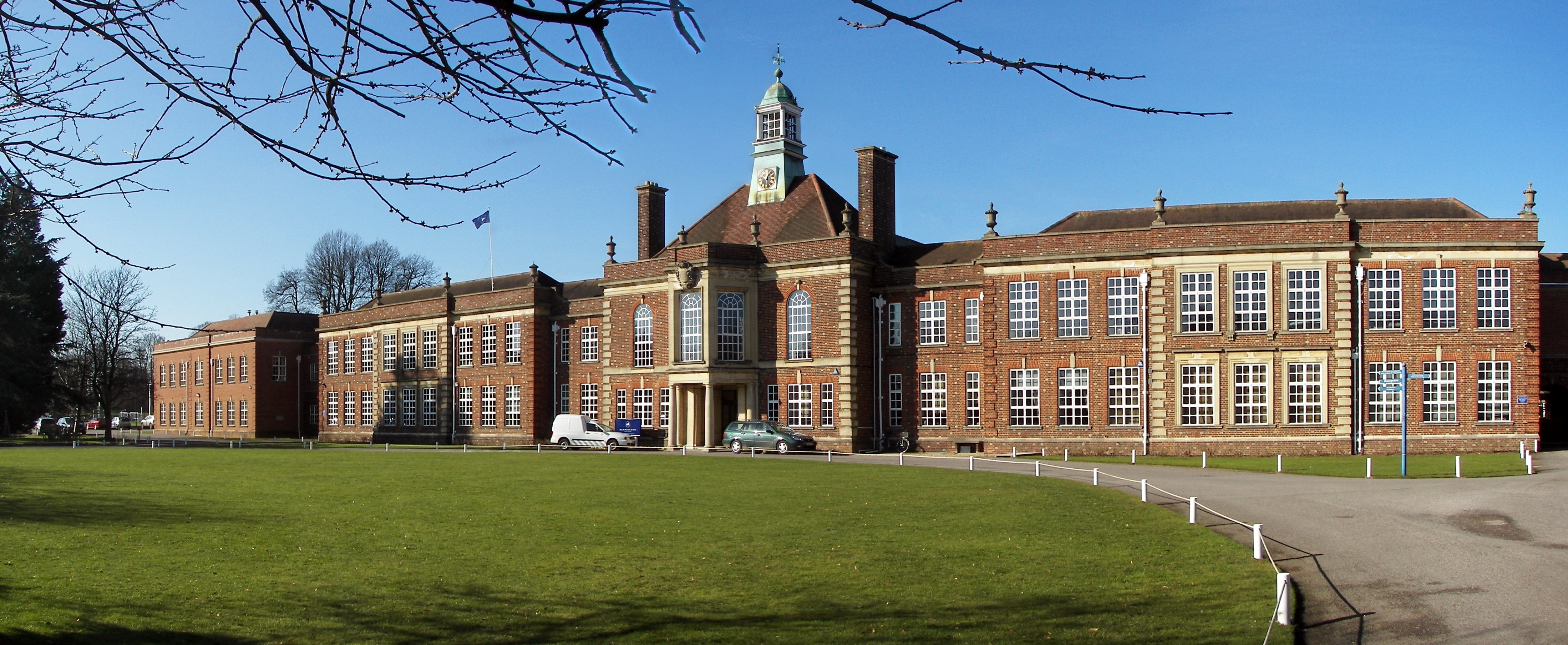
Les obres literàries ambientades a internats britànics han influït l'obra de JK Rowling.

La tradició de la novel·la ambientada en internats amb què Rowling es connecta explora qüestions com les rivalitats, els ritus d'iniciació, les amistats i la relació amb l'autoritat i els esports escolars. Segons Robert Kirkpatrick, les novel·les de Rowling porten fins a l'extrem les possibilitats d'aquest subgènere. D'altra banda, per Kelly O'Brien la novel·la directament subverteix les normes del subgènere, ja que hi ha un personatge femení com Hermione que està a la mateixa altura que els altres dos protagonistes, un fet atípic, atès que aquest tipus de relats no sol donar gaire cabuda a personatges femenins. Pico Iyer, per la seva banda, va establir nombroses similituds entre l'escola Hogwarts i la Dragon School d'Oxford a la qual ell va assistir de jove.
La pedra filosofal també instaura en el cicle novel·lístic les característiques del gènere bildungsroman o novel·la d'educació, ja que, unida a la tradició de ficcions ambientades a col·legis, la saga sencera segueix el procés evolutiu de Harry, que passa de la infantesa a l'adolescència al llarg de la sèrie. En aquest sentit es podria relacionar la novel·la amb la saga iniciada per Un mag de Terramar d'Ursula K. Le Guin i Wise Child de Monica Furlong, novel·les que aborden l'educació amb un màgic com a protagonista. A més, la sèrie Harry Potter ofereix també un buildgunsroman dels coprotagonistes Ron i Hermione, un detall poc comú en el gènere. Tot i això, la principal diferència de la sèrie Harry Potter envers molts d'aquests exponents és que la formació del protagonista no es produeix exclusivament de manerapersonalitzada —generalment sota la tutela d'un savi mentor com és el cas de Dumbledore— sinó que es complementa amb la situació escolar on un professor instrueix molts alumnes de manera simultània.

### Cosmovisió
Rowling no concep el món en què transcorren les seves novel·les adoptant el model de high fantasy de Tolkien o Le Guin. La trama dels llibres no té lloc en un univers alternatiu i completament separat del món real. Per contra, l'univers de Harry Potter existeix dins del món considerat «real» i hi té contactes diverses vegades. Vist a través de Hogwarts, l'escenari creat per Rowling es mostra mutable i en constant canvi a diferència de les realitats establertes a les obres dels autors esmentats anteriorment.
Això, segons s'ha assenyalat, facilita al lector la suspensió de la incredulitat i la seva entrada al món que proposa la novel·la, ja que se li brinden punts de referència a la realitat coneguda. El llibre comença a la moderna ciutat de Londres i tot el que afecta la comunitat màgica coexisteix en forma oculta a la vista dels muggles. Aquesta «realitat oculta» posseeix una organització geopolítica, educativa i econòmica, altres punts de referència per al lector. Al món de Harry Potter la màgia no pot solucionar qualsevol problema; Tom Morris va escriure que els problemes que es presenten a la novel·la poques vegades es resolien per mitjà de la màgia, sinó mitjançant una combinació de diferents virtuts humanes clàssiques.
S'ha dit també que Anglaterra descrita per Rowling és purament literària, ja que conserva els trets fonamentals d'una imatge eduardiana del país que apareix amb molta freqüència a la literatura infantil nacional.

### Personatges

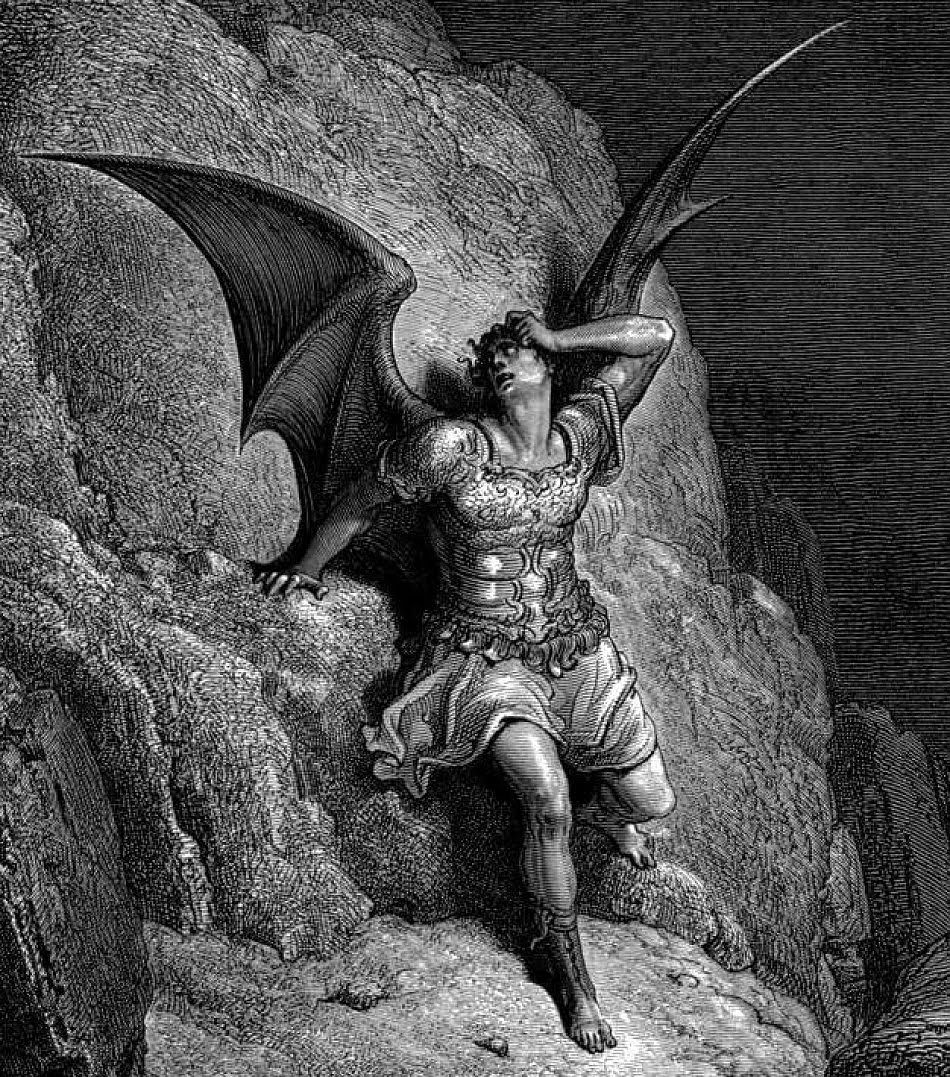
Lord Voldemort posseeix trets similars als de Satan al Paradís perdut.

Als personatges de Rowling s'hi perceben diverses configuracions que els relacionen amb les creacions d'altres autors. En el cas de Harry, per exemple, Colbert en comenta les múltiples similituds que aquest té amb altres herois literaris. Altres investigadors han assenyalat similituds més específiques amb herois com el rei Artús, ja que igual que aquest, Harry és un «príncep desposseït» que en desconeix el llinatge. Quant a la condició d'orfe, s'han assenyalat múltiples fonts: Philip Nel va afirmar que Harry té moltes semblances amb el protagonista d'Oliver Twist, però encara més amb James Trotter, el personatge central de James and the Giant Peach, ja que tots dos havien estat criats per oncles que els forçaven a viure en llocs petits.
En altres personatges de la novel·la també es veuen trets intertextuals: Voldemort representaria a l'obra de Rowling el que la figura de Satan representa al Paradís perdut de John Milton, un ésser que s'ha decantat pel costat fosc a causa de les seves ànsies de poder; Dumbledore encarnaria la figura del savi igual que el màgic Gàndalf de Tolkien; i certes concepcions teològiques de Milton; els Dursley s'assemblen quant a la seva funció repressiva, posició perifèrica i ideologia als Wormwood que mortifiquen a la protagonista de Matilda, també de Dahl.

## Impacte cultural

### Premis i distincions
Després de la publicació i la recepció de la crítica especialitzada, la novel·la va aconseguir diversos premis literaris al món angloparlant. Entre els guardons rebuts en territori britànic destaca el National Book Award, que li va ser concedit el 1997. Aquell mateix any, el Youth Libraries Group va guardonar J. K. Rowling amb la medalla d'or del premi Nestlé Smarties Book Prize, que va triar La pedra filosofal com la millor novel·la per a la franja de lectors que va dels nou als onze anys, superant a novel·les de Philip Pullman i Henrieta Branford. Per a Julia Eccleshare, aquest últim premi va assentar la popularitat del llibre, segons afirma, ja que a més d'haver estat preseleccionat per un jurat compost per crítics, il·lustradors i escriptors, el resultat final va dependre de la votació dels nens, un fort indicador de l'acceptació del llibre. També va aconseguir —ja el 1998— la majoria dels premis literaris en què els nens oficiaven com a jurat: el Children's Book Award, el Young Telegraph Paperback of the Year Award, el Birmingham Cable Children's Book Award i el Sheffield's Children Book Award. A més, La pedra filosofal va aconseguir ser preseleccionada per a la Carnegie Medal i el Guardian's Children Book Prize, tots dos premis elegits per adults. Altres guardons li van ser atorgats pel seu exercici comercial a la indústria del llibre, concretament el British Book Award a la categoria Llibre infantil de l'any i el premi a l'Autor de l'any lliurat per la Bookseller's Association.
Als Estats Units, la novel·la va ser seleccionada per als ALA Notable Book i per a la categoria Millor llibre de l'any dels premis lliurats per Publisher's Weekly, tots dos el 1998. La pedra filosofal no va aconseguir cap d'aquestes dues distincions, però la revista Parenting Magazine i la Biblioteca Pública de Nova York li van atorgar el premi a Millor llibre de l'any el 1998. Altres premis obtinguts van ser el de Millor llibre de l'any del School Library Journal i el que atorga l'American Library Association a la categoria Llibre destacat i Millor llibre per a joves adults.

### Impacte en diverses disciplines

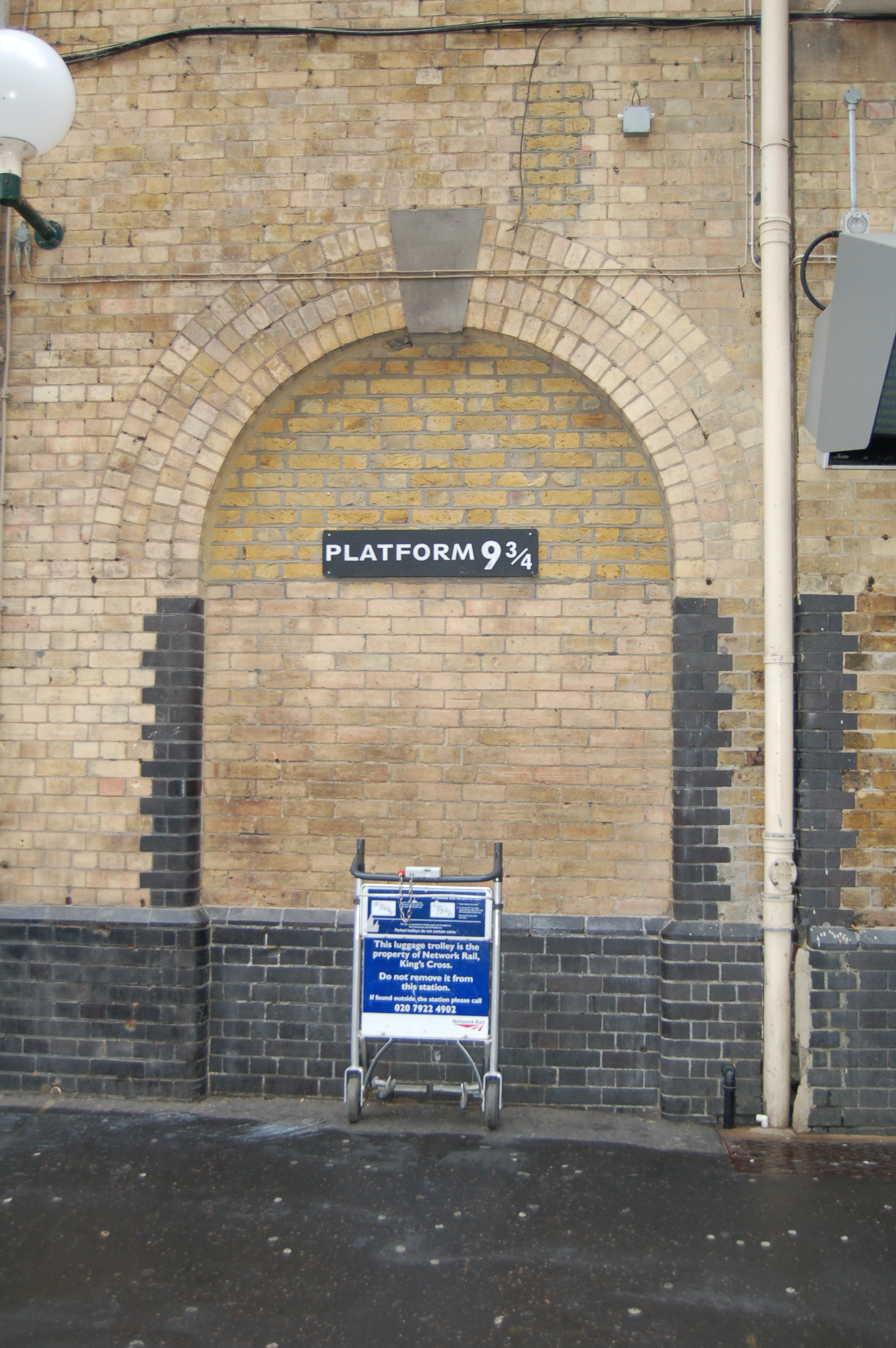
Recreació del Andana 9¾ Harry Potter agafa el tren per anar a Hogwarts. Muntada entre les andanes 9 i 10 de l'estació de King's Cross, es representa amb un carretó travessat a la paret, com passa al llibre.

El llibre ha estat analitzat des d'àrees com l'educació, la psicologia i el mercatologia.
Ja el 1986, especialistes en l'àrea de l'educació havien descobert que l'alfabetització dels infants estava directament relacionada amb el nombre de paraules que es llegeix per any, cosa que en millora la lectocomprensió, fins i tot en els casos d'aprenentatge d'una segona llengua; es va assenyalar també que els nens llegien molt més si trobaven material que els agradés. Nancy Flanagan Knapp va sostenir que la novel·la tenia totes les característiques d'un llibre que incitava a la lectura. A més, una enquesta duta a terme per The New York Times el 2001 va estimar que gairebé el 60% dels nens dels Estats Units d'edats compreses entre els sis i els disset anys havien llegit almenys un llibre de Harry Potter; d'aquest grup, almenys un 50% havia llegit La pedra filosofal. Les enquestes dutes a terme en altres països, com Sud-àfrica i l'Índia, van revelar que els nens de països molt diversos s'entusiasmaven amb la sèrie de llibres. Com que els dos primers volums de la sèrie són força llargs, Knapp va calcular que un nen que hagués llegit els quatre primers havia llegit més de quatre vegades el nombre de pàgines de textos escolars llegits en un any. Això milloraria les habilitats dels nens i la seva motivació per llegir.
Pel que fa a l'ensenyament en el camp de la psicologia educativa, Jennifer Conn va contrastar l'experiència a la seva àrea d'ensenyament que demostrava el personatge Severus Snape amb el mètode d'intimidació als estudiants; d'altra banda, l'entrenadora de quidditch, Madame Hooch, il·lustra tècniques útils en l'ensenyament d'habilitats físiques, com ara dividir accions complexes en seqüències simples per ajudar els estudiants a evitar errors comuns. Joyce Campos va remarcar que els llibres il·lustren quatre dels cinc temes principals de la sociologia: «Conceptes sociològics com la cultura, la societat i la socialització, l'estratificació i la desigualtat social, les institucions socials, i la teoria social».
Al lloc web oficial de CNN es va publicar un article en què es ressaltava a Harry Potter com a currículum en moltes institucions universitàries. Danielle Tumminio, graduat de Yale, ensenya en una càtedra anomenada Teologia Cristiana i Harry Potter, on els estudiants examinen temes relacionats amb el cristianisme com ara el pecat, el mal i la resurrecció presents a la sèrie.
El mirall de Gised, que mostra a l'espectador allò que més desitja, s'ha utilitzat com una metàfora de la manera com la publicitat farmacèutica explota l'entusiasme dels metges per salvar vides i erradicar el patiment. Stephen Brown va assenyalar que els primers llibres de Harry Potter, especialment La pedra filosofal, van ser un gran èxit tot i la campanya promocional insuficient i mal organitzada, i va aconsellar als executius de màrqueting que es preocupessin menys per anàlisis estadístiques rigoroses i l'«anàlisi, planificació, execució i control» del model de gestió. En el seu lloc, va recomanar que es considerés els relats de Harry Potter com una classe magistral de màrqueting plena d'atractius productes. Com a resultat d'això, el fabricant de joguines Hasbro presentar sota llicència el 2001 una versió real de cada Bertie Bott's Every Flavour Beans, uns dolços ficticis de la sèrie.

### Explicacions sobre l'èxit deHarry Potter
Davant l'èxit sense precedents de la novel·la van sorgir diferents explicacions que van intentar aclarir el perquè del fenomen esmentat. La varietat d'explicacions és molt àmplia, ja que algunes recorren al context socioeconòmic i cultural, altres presten atenció a les operacions de màrqueting que van acompanyar la publicació de les novel·les i un tercer grup busca justificacions en el tipus de materials de la tradició literària amb què Rowling treballa així com altres trets intrínsecs de l'obra.
Zack Snipes opina que l'èxit de la novel·la va ser degut a una forta campanya de màrqueting. Andrew Blake considerava a La irresistible ascensió de Harry Potter que l'èxit de la sèrie de llibres no podia explicar-se simplement recorrent a una campanya de màrqueting com a exegesi del fenomen: «Això no explica com un llibre per a nens que va ser publicat inicialment en una tirada de 500 exemplars […] es guanya l'atenció del món sencer en primer lloc, ni perquè aquest llibre, i la sèrie subsegüent resulten tan atractius per als adults». L'èxit de les novel·les estaria més aviat relacionat amb la manera com Rowling va impactar amb la seva novel·la en un context polític i cultural específic.Quant al primer, Anglaterra estava travessant un moment crucial quan la novel·la va aparèixer: el país estava redefinint la seva postura davant de la globalització i s'estava produint un canvi en el paradigma cultural britànic; pel que fa al segon, Harry Potter va arribar enmig d'un panorama literari dominat per la correcció política.
Altres postures més immanentistes van analitzar quines característiques del text provocaven la fascinació del públic. Alguns com Anne Hiebert Alton van determinar que la fusió de diferents gèneres i temàtiques constituïa un tot atractiu per al lectorat. Peter Appelbaum, per altra banda, va afirmar que l'interès que la novel·la desperta té a veure amb la presentació de la màgia com a tecnologia de consum. Per a l'especialista cristià Daniel Mitchell, la suposada atracció per la bruixeria que generarien els llibres tampoc no arriba per explicar l'èxit; més aviat, opina, això darrer podria explicar-se per les característiques del text, com el protagonista que encarna l'arquetip d'orfe desvalgut que genera empatia amb el lector. Per a Gwen Tarbox la confrontació èpica entre Harry i Voldemort tampoc no aconsegueix explicar la popularitat dels llibres; per ella, l'atractiu de la sèrie rau en la lluita constant del protagonista per apartar-se de la innocència i del desconeixement.

## Traduccions
Es calcula que el febrer del 2018, la saga de llibres havia aconseguit vendre més de 500 milions d'exemplars i que el primer llibre s'havia traduït en més de 80 idiomes diferents. Entre aquestes s'hi inclouen traduccions al gaèlic, l'hindi, al llatí clàssic (sota el nom Harrius Potter et Philosophi Lapis) i al grec antic per tal d'incentivar l'estudi de les llengües clàssiques. Cal destacar que aquesta traducció representa el text més extens publicat en grec antic i el primer clàssic de la literatura infantil traduït a aquest idioma. La traducció al grec va anar a càrrec de l'erudit Andrew Wilson i la seva traducció ha estat descrita com «una de les peces de prosa més importants en grec antic que s'hagi escrit en molts segles». La traducció al llatí, per altra banda, va anar a càrrec de Peter Needham; el traductor va reanomenar el protagonista de la saga basant-se en el nom Arrius que apareix en un poema de Gai Valeri Catul.
L'any 1999 l'editorial Empúries publicà la traducció al català d'aquesta novel·la. En aquella època, Ernest Folch, que va fer una aposta pel llibre de Rowling, va confiar en l'estudiant de Traducció i Interpretació Laura Escorihuela perquè en fes la traducció al català. Un dels encerts de la traducció és la traducció d'alguns dels noms propis al català per mantenir alguns dels jocs de paraules originals. En aquest sentit, Escorihuela diu que: «Tot i que en principi els noms propis no s'han de traduir, a Harry Potter ens diuen coses dels personatges, tenen significats ocults, rimes o jocs de paraules, que si els mantens en anglès, se t’escapen».
Les primeres edicions en castellà van ser a càrrec de l'editorial Emecé, encara que després aquest llibre i la resta de la sèrie van ser reeditats per Editorial Salamandra. La traductora Alicia Dellepiane Rawson es va encarregar únicament de traduir Harry Potter i la pedra filosofal, de tots els llibres de la sèrie. Algunes investigacions han analitzat certs aspectes de la traducció del llibre que mostren deficiències i representen dificultats per a la interpretació del llibre. La majoria s'han estudiat aspectes relacionats amb els noms propis i la càrrega semàntica que, com que no s'havien traduït per paraules equivalents en castellà, produirien una pèrdua en el valor interpretatiu dels textos.

## Adaptacions

### Pel·lícula

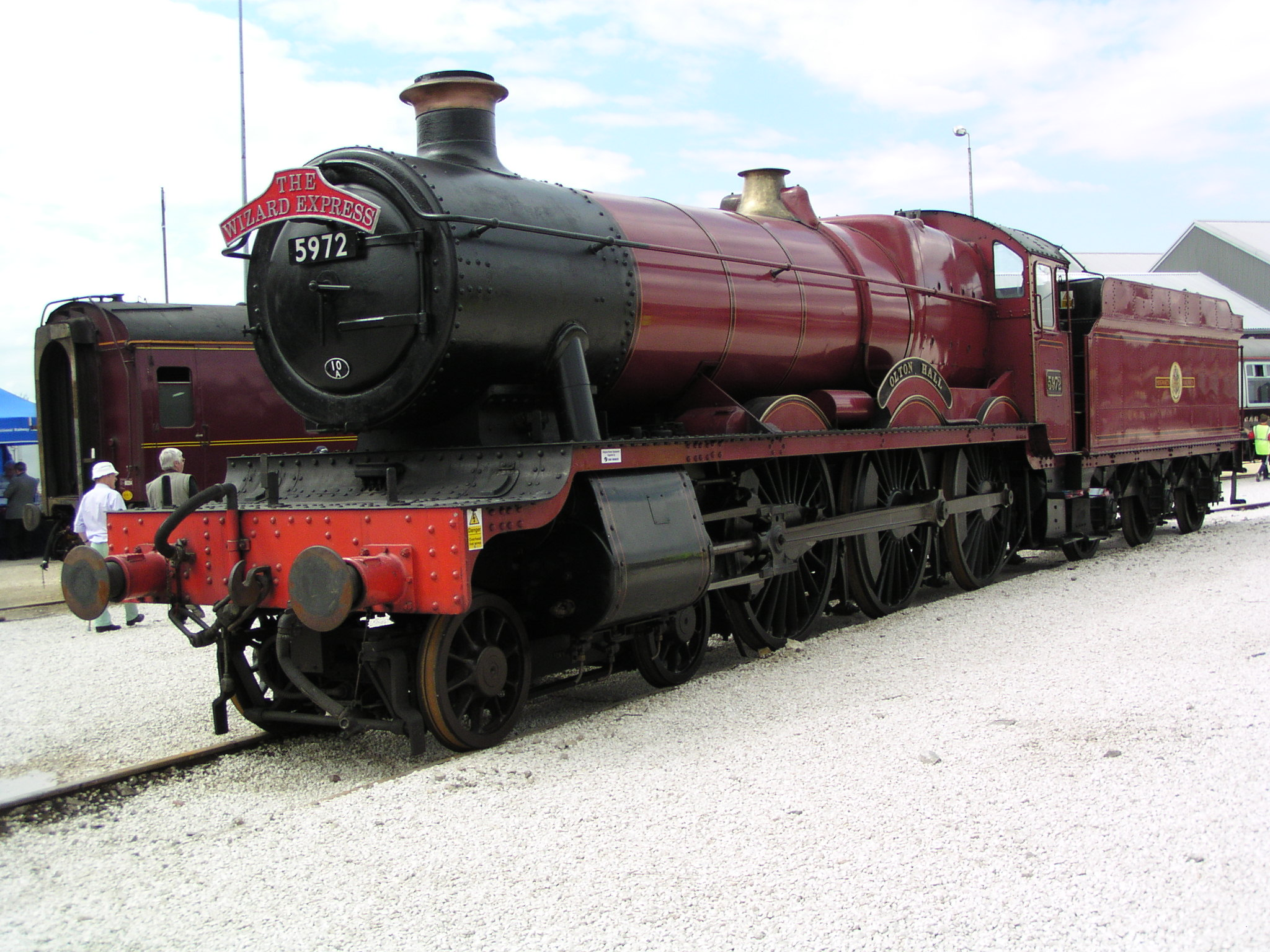
Locomotora Hogwarts Express utilitzada a la pel·lícula.

El 1999, Rowling va vendre els drets cinematogràfics dels quatre primers llibres de Harry Potter a Warner Bros. per 1 milió de lliures (1.982.900 dòlars o 1.127.861 euros). L'autora va exigir que l'elenc principal fos de nacionalitat britànica, però es va permetre la participació d'alguns actors irlandesos com Richard Harris que va interpretar Albus Dumbledore. Els rols principals del repartiment van recaure en Daniel Radcliffe, Rupert Grint i Emma Watson, interpretant a Harry, Ron i Hermione respectivament. Richard Harris, Robbie Coltrane, Alan Rickman, Maggie Smith i Tom Felton van interpretar els papers de Dumbledore, Hagrid, Snape, McGonagall i Draco Malfoy.
En les primeres etapes del projecte es va proposar Steven Spielberg perquè s'encarregués de la direcció, però aquest va rebutjar l'oferta i finalment es va seleccionar el director Chris Columbus. La producció va ser a càrrec de David Heyman i el guió va ser escrit per l'estatunidenc Steve Kloves. La filmació va començar l'octubre de l'any 2000 als estudis Leavesden i va culminar el juliol d'any següent. L'estrena als cinemes es va produir mundialment el 4 de novembre de 2001. Va trencar tots els rècords de taquilla en recaptar 33,3 milions de dòlars el primer dia. La recaptació total de la cinta va ser de 974.733.550 dòlars a escala mundial, per la qual cosa es va convertir en la segona pel·lícula amb més recaptacions en la història. Va perdre anys després encara que roman entre les 10 pel·lícules de més recaptació fins al 2010. No obstant això, segueix tenint el segon lloc entre totes les pel·lícules de la sèrie, ja que l'última part, el vuitè film, Harry Potter i les relíquies de la Mort: part 2, estrenada el juliol de 2011, va recaptar més de 1300 milions de dòlars a escala mundial i es va ubicar al tercer lloc de les pel·lícules més taquilleres de la història del cinema, darrere d'Avatar i Titanic de James Cameron. A més, la cinta va rebre tres nominacions a l'Oscar en les categories de millor banda sonora, millor disseny de vestuari i millor disseny de producció.

### Videojocs
Basats lliurement en la novel·la homònima, els videojocs es van llançar entre 2001 i 2003, generalment sota el títol estatunidenc de Harry Potter and the Sorcerer's Stone. La majoria d'aquests van ser distribuïts per la companyia Electronic Arts encara que van ser produïts per diferents empreses.
Electronic Arts va distribuir i va llançar al mercat el joc per a les plataformes PC (amb el sistema operatiu Microsoft Windows), Game Boy Color, Game Boy Advance, i per a PlayStation el 2001. El 2002, Aspyr Media el va llançar per a Mac OS 9. L'any 2003, el videojoc va ser llançat (novament per EA) per a les consoles Gamecube, PlayStation 2, i Xbox.